# Timothy Pont
Timothy Pont (c. 1560 - 1627) fue un ministro escocés, cartógrafo y topógrafo. Fue el primero en elaborar un mapa detallado de Escocia. Los mapas de Pont se encuentran entre los primeros que se conservan que muestran un país europeo con detalles minuciosos, a partir de un estudio real.

## Biografía
Era el hijo mayor de Robert Pont, ministro de la Iglesia de Escocia en Edimburgo y Lord of Session (juez), de su primera esposa, Catherine, hija de Masterton of Grange.
Se matriculó como estudiante del St. Leonard's College, St. Andrews, en 1580, y obtuvo el grado de M.A. en 1584. Pasó los últimos años de la década de 1580 y los de 1590 viajando por toda Escocia. Entre 1601 y 1610 fue ministro de la iglesia parroquial de Dunnet en Caithness. Se tomó un año de licencia en 1608 para cartografiar Escocia. Continuó el 7 de diciembre de 1610; pero dimitió algún tiempo antes de 1614, cuando aparece el nombre de William Smith como ministro de la parroquia. El 25 de julio de 1609, Pont obtuvo una subvención real de dos mil acres (8 km²) en relación con el plan de plantación del Ulster, cuyo precio era de 400l.

## Obras
Pont fue un matemático consumado y el primer proyectista de un atlas escocés. En relación con el proyecto, realizó un estudio completo de todos los condados e islas del reino, visitando distritos remotos y realizando dibujos sobre el terreno. Un contemporáneo describió cómo Pont "inspeccionó personalmente... y añadió las observaciones superficiales sobre los monumentos de la antigüedad... que eran apropiadas para el suministro de futuras descripciones". Murió habiendo casi completado su tarea.
Los originales de sus mapas, que se conservan en la Biblioteca Nacional de Escocia, en Edimburgo, se caracterizan por su pulcritud y precisión. Los mapas manuscritos de Pont son documentos históricos clave para su época, de importancia en el campo de los topónimos, los asentamientos y otros estudios. Muchos de los mapas tienen dibujos en miniatura de los principales edificios (como castillos y abadías), obviamente esbozados del natural. Aunque a pequeña escala y no del todo precisos, dan una idea del aspecto de muchos edificios que han sido alterados o han desaparecido por completo.
Jacobo VI dio instrucciones para que se compraran a sus herederos y se prepararan para su publicación, pero a causa de los desórdenes de la época casi se olvidaron. Sir John Scot de Scotstarvet convenció a Robert Gordon de Straloch para que emprendiera su revisión con vistas a su publicación. La tarea de revisión fue completada por el hijo de Gordon, James Gordon, párroco de Rothiemay, y fueron publicados en el Atlas Novus de Joan Blaeu, vol. v. Ámsterdam, 1654 (reeditado en 1662 en el vol. vi). El "Relato topográfico del distrito de Cunninghame, Ayrshire, compilado hacia el año 1600 por el Sr. Timothy Pont", fue publicado en 1850; y fue reproducido bajo el título "Cunninghame topografiado, por Timothy Pont, A.M., 1604-1608; con continuaciones y notas ilustrativas por el difunto James Dobie de Crummock, F.S.A. Scot., editado por su hijo, John Shedden Dobie", Glasgow, 1876. Robert Sibbald basó gran parte de su obra en la de Pont.